# Pierre Bénichou
Pour les articles homonymes, voir Bénichou.
Pierre Bénichou est un journaliste français né le 1er mars 1938 à Oran (Algérie) et mort le 31 mars 2020 à Paris.
Il a notamment collaboré au magazine Le Nouvel Observateur et participé à plusieurs émissions de radio et de télévision. Il était membre régulier de l'émission de radio Les Grosses Têtes sur RTL.

## Biographie
Pierre Daniel Bénichou fait partie d'une famille juive séfarade. Il passe son enfance à Oran, en Algérie , dans une famille ne pratiquant pas la religion.
Son père André Benichou (1910-1962) est professeur de philosophie et dirige le cours privé le plus important de la ville. En 1941, les lois de Vichy l'ont obligé à quitter son poste et il fonde alors son école privée, où enseignera Albert Camus. Sa mère, Madeleine Dayan (1913-1990), est la sœur de Georges Dayan, meilleur ami et collaborateur de François Mitterrand. Il est aussi le neveu de l'historien de la littérature Paul Bénichou,.
Pierre est élève au lycée Lamoricière, devenu lycée Pasteur. Arrivé à Paris en 1947 à l'âge de 9 ans, il est élève au lycée Condorcet, avant de s'inscrire à la Sorbonne, qu'il délaisse pour s'orienter vers le journalisme.

### Presse écrite
D'abord stagiaire à France-Soir de 1957 à 1959, Pierre Bénichou entre comme rédacteur à Paris Jour en 1959. Deux ans plus tard, il est engagé comme grand reporter à Jours de France. Situé politiquement à gauche, il refuse toutefois de s'opposer aux partisans de l'Algérie française et défend les pieds noirs[réf. nécessaire]. Dès 1963, il préfère rejoindre comme rédacteur en chef adjoint Adam, un mensuel pour hommes axé sur l'art de vivre et la mode. Le rachat du titre par Claude Perdriel en juin 1966 et sa transformation en Nouvel Adam lui permettent d'en prendre la rédaction en chef. Il y reste un an à peine, car Jean Daniel et Claude Perdriel l'appellent au Nouvel Observateur. Cependant, l'hostilité de la rédaction de l'Obs aux prises de position de ce personnage atypique — il se définit lui-même comme un « anti-gaulliste de droite et de gauche »[réf. nécessaire] — retarde son arrivée, et il doit attendre l'automne 1968 pour intégrer l'hebdomadaire, en tant que rédacteur en chef adjoint. Il tente alors de relancer la rubrique Notre Époque, dont Katia D. Kaupp et Jean-Francis Held avaient fait les beaux jours. Il écrit lui-même des articles au rythme d'un par mois environ, durant les deux premières années. Son action ne portant pas vraiment ses fruits, il passe la main à Olivier Todd à la rentrée 1970. Toujours rédacteur en chef adjoint, il se concentre sur la réécriture et la confection de titres. Il effectue aussi épisodiquement des interviews ou des portraits, comme celui de François Mitterrand.
À partir de 1971, il écrit rarement plus de trois articles par an, principalement des hommages nécrologiques, et quelques articles sur des sujets de société (prostitution masculine, comportement sexuel des Français, etc). En novembre 1972, il publie dans Les Temps modernes une enquête sur la prostitution et le masochisme introduite par Gilles Deleuze. Il donne aussi la parole à Bernard Kouchner lors du drame du Biafra ou à Nicole Gérard sur la condition carcérale.
Promu rédacteur en chef en décembre 1978, il pratique l'interview indiscrète où son interlocuteur perd pied, à l'exemple de Federico Fellini. Ami de Françoise Dolto — qu'il fait découvrir aux lecteurs du Nouvel Obs — il est aussi proche de Coluche, qui le cite dans sa chanson Misère, et de Pierre Goldman, assassiné à Paris en 1979[réf. nécessaire]. À l'intérieur de la rédaction, il soutient la cause de François Mitterrand dans la course à l'investiture de 1981. Après le départ d'Hector de Galard en 1985, il devient directeur adjoint sans changer fondamentalement de fonctions. Directeur délégué en 1996, il se met progressivement en retrait de la rédaction en conservant le titre de conseiller de la direction à partir de 2005.

### Radio et télévision

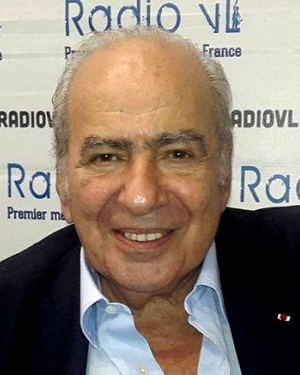
Pierre Bénichou dans l’émission Réveil Médias sur Radio VL en 2016.

Pierre Bénichou est réputé pour son sens de l'humour. Les soirées de bouclage du Nouvel Obs où il est présent sont connues dans le milieu journalistique pour les éclats de rire permanents que Pierre provoque. Dans les années 1970 et 1980, chez Castel où il a son rond de serviette, sa table est très prisée par les clients voulant passer un bon moment. Il se voit affublé du surnom d'« homme le plus drôle de Paris ».  Il est courtisé par ses amis Jean Yanne, Jacques Martin et Carlos pour faire profiter de son humour dans l'émission Les Grosses Têtes de Philippe Bouvard sur RTL. Il refuse pendant longtemps, considérant que ce n'est pas son métier, avant d'accepter en 2000.
De 2000 à 2014, il est chroniqueur dans l'émission de radio On va s'gêner de Laurent Ruquier sur Europe 1 où il se fait connaître du grand public. Il se fait apprécier des auditeurs par son sens de l'improvisation, sa répartie et sa capacité à rendre hilarants les récits de ses tranches de vie pourtant banales. Ainsi, certaines séquences sont devenues cultes comme celle où il déclare son amour pour Courtepaille avec Jeanne Moreau ou la séquence dans laquelle il raconte son excursion au Jardin d'acclimatation avec ses petits-enfants. A sa mort, Laurent Ruquier dit de lui qu'il était « l'homme qui [l]'a le plus fait rire dans [s]a carrière ». Il a aussi été critiqué pour y avoir déclaré le 28 octobre 2011 sur un "ton franchement désagréable" que Léon Degrelle était le meilleur ami d’Hergé, information catégoriquement démentie par les historiens.
C'est également un grand amateur de chanson française de l'entre-deux-guerres et de poésie et possède une mémoire remarquable sur ces deux sujets.
Il apparaît également à la télévision aux côtés de Laurent Ruquier dans On a tout essayé sur France 2 (2003-2007), dans On n'a pas tout dit sur France 2 (2007-2008) et dans On va s'gêner (2010) sur France 4.
De 2001 à 2003, il est aux côtés de Michel Drucker dans l'émission télévisée Vivement dimanche prochain sur France 2.
Europe 1 a été mise en garde deux fois par le CSA, le 20 septembre 2005 et le 1er février 2010, pour des propos tenus par Pierre Bénichou dans l'émission On va s'gêner,. Pierre Bénichou avait qualifié le peuple polonais d'« antisémite »,. L'ambassadeur de Pologne, n'ayant pas apprécié le propos du chroniqueur, avait alors saisi le CSA.
De 2008 à 2011, il participe à l'émission Langue de bois s'abstenir présentée par Philippe Labro sur Direct 8.
De janvier 2014 à mars 2014, il fait partie des chroniqueurs de L'Émission pour tous, diffusée sur France 2 et présentée elle aussi par Laurent Ruquier.
Le 25 août 2014, il réintègre l'émission Les Grosses Têtes, suivant ainsi la bande à Ruquier d'Europe 1 à RTL. Il figure parmi les piliers de l'émission et sera encore présent sur le plateau le 12 mars 2020, date de sa dernière apparition avant d'être confiné chez lui.

### Cinéma et théâtre
En 1959, à l'occasion d'une interview de Jean-Claude Pascal qui était en Bretagne pour un tournage, Pierre Bénichou se retrouve à jouer le rôle du fils de l'armateur dans Pêcheur d'Islande, film réalisé par Pierre Schoendoerffer, qui est une adaptation du livre éponyme de Pierre Loti.
En 2004, il joue au théâtre le personnage principal de la pièce Grosse chaleur, une comédie de Laurent Ruquier, mise en scène par Patrice Leconte.
En 2010, avec Manu Booz, Philippe Guillard (scénaristes de Camping) et Alain Chabat, Pierre Bénichou participe à l'écriture du scénario de Turf, une comédie dans l'univers des courses hippiques réalisée et coécrite par Fabien Onteniente.
En 2013, Pierre Bénichou participe au tournage du film de Tonie Marshall, Tu veux ou tu veux pas, jouant l'amant du personnage interprété par Sylvie Vartan. La scène sera entièrement coupée au montage.

### Cours à Sciences Po
À la rentrée 2011, Pierre Bénichou devient professeur associé pour 12 séances à Sciences Po, intervenant sur le journalisme. Cependant, il fait le choix de présenter des auteurs classiques aux élèves, ce qui déplaît au responsable qui l'encadre, ce dernier arguant : « Vous les avez choqués ! Ils ont l’impression que vous méprisez leur culture ».
La chronique que Pierre Bénichou publie dans Le Nouvel Observateur à propos de son expérience suscite un droit de réponse de la part du directeur et de la directrice exécutive de l'école de journalisme de Sciences Po dans le même hebdomadaire. Selon eux, ce qui a justifié l'arrêt des cours est l'« échec pédagogique » de Pierre Bénichou, non sur le fond, Sciences Po estimant que le journaliste avait eu raison de traiter des auteurs classiques, mais sur la forme. Ils évoquent en effet une « narration très personnelle » et des « propos imagés » qui ont choqué les étudiants. Finalement, la direction de l'école de journalisme constate « l'incompréhension survenue entre les élèves et M. Bénichou », qui justifie l'arrêt du cours après trois séances.

### Vie privée

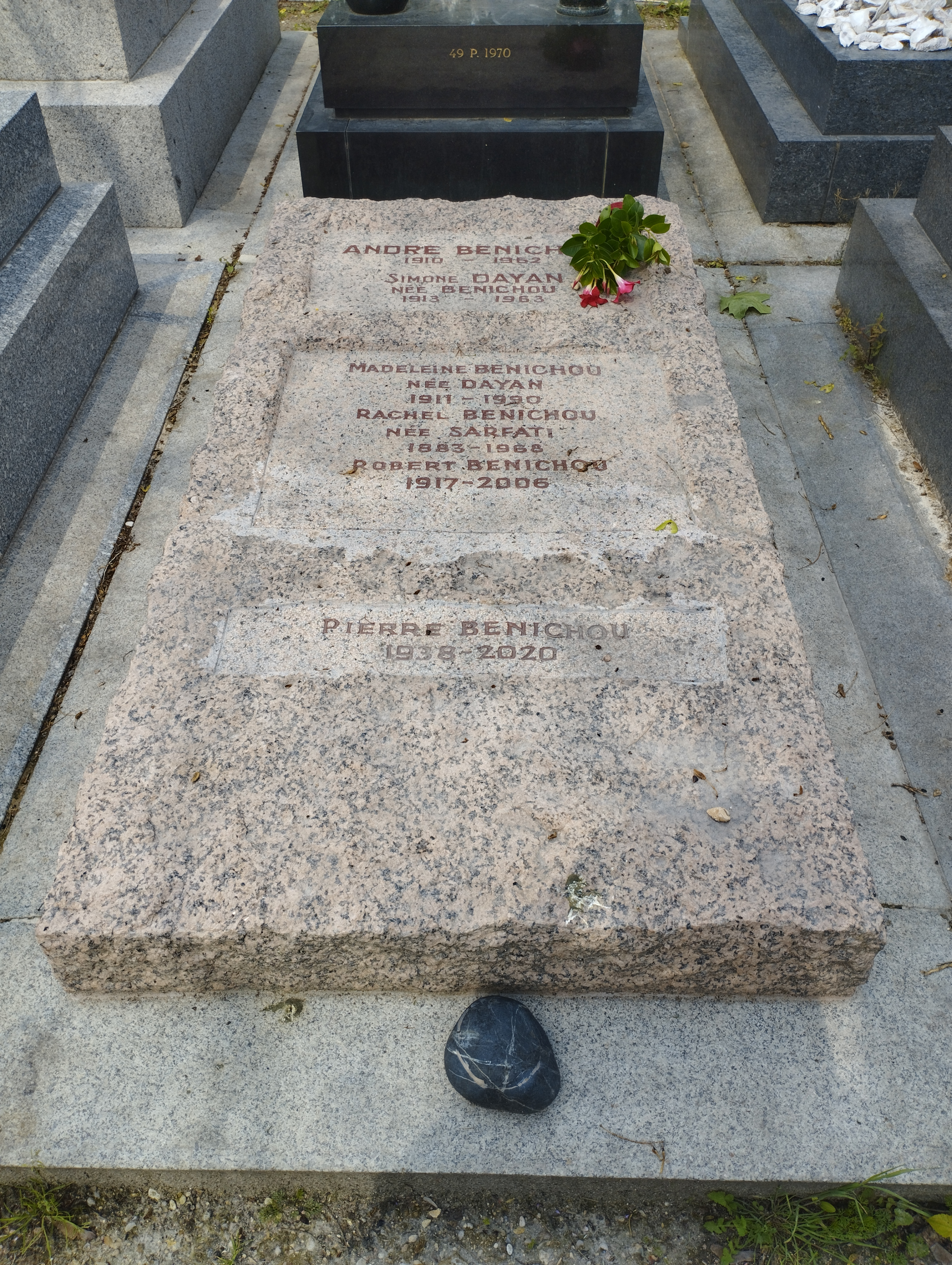
Tombe de Pierre Bénichou au cimetière du Montparnasse (division 12).

Pierre Bénichou se marie le 16 décembre 1970 avec Alix Dufaure, descendante de Jules Dufaure, journaliste à Marie Claire, décédée le 2 mai 2012 à Paris. Par son épouse, divorcée en premières noces de Laurent Lindon, il est devenu le beau-père de Vincent Lindon. Avec Alix Dufaure, Pierre Bénichou a un fils : Antoine.
Il a été un des habitués du club parisien Castel,, jusqu'à sa restructuration débutée en juin 2010.

### Mort
Pierre Bénichou meurt dans son sommeil le 31 mars 2020 à l'âge de 82 ans. Sa disparition a été très commentée sur les réseaux sociaux, selon le journal France Dimanche. Il est inhumé auprès de ses parents au cimetière du Montparnasse (division 12), avec une assistance réduite à cause des restrictions dues au Covid-19.

## Distinctions
- Commandeur de la Légion d'honneur (décret du 27 mars 2016)[36], officier du 5 décembre 2002[37], chevalier du 19 septembre 1990[37].
- Le 25 janvier 1994, Pierre Bénichou, alors directeur adjoint du Nouvel Observateur, reçoit le prix de la Fondation Mumm, récompensant les journalistes de la presse écrite[38],[39].
- Pierre Bénichou fait son entrée dans le Quid, à la rubrique des personnalités, le 10 octobre 2005 (Quid 2006)[40],[41].

## Publications
Pierre Bénichou livre une préface pour l'autobiographie de Zouzou, égérie des années 1960 dont il est l'ami depuis sa jeunesse à Saint-Germain-des-Prés. Il a aussi écrit la préface du livre Le Pavé de Coluche, publié en 2010 au Cherche midi. Ce livre rassemble les meilleures répliques, pensées, anecdotes et histoires drôles de Coluche.
En 2017, il publie, aux éditions Grasset, un recueil de ses notices nécrologiques publiées dans Le Nouvel Observateur, et intitulé Les absents, levez le doigt !. L'ouvrage a remporté le prix spécial du jury décerné par le Prix Jules Renard 2019.
- Zouzou et Olivier Nicklaus (préf. Pierre Bénichou), Jusqu'à l'aube, Paris, Flammarion, 2003, 336 p. (ISBN 2080685554).
- Coluche (préf. Pierre Bénichou), Le Pavé, Paris, Le Cherche midi, coll. « Le sens de l'humour », 2010, 630 p. (ISBN 978-2-7491-1810-9).
- Pierre Bénichou, Les absents, levez le doigt !, éditions Grasset, coll. « Littérature Française », 2017, 144 p. (ISBN 978-2-246-81266-1).

## Filmographie
- Interprété par Denis Sebbah dans Coluche : L'Histoire d'un mec (2008) d'Antoine de Caunes[45].
- Co-scénariste de Turf (2013) avec Emmanuel Booz, Philippe Guillard et Fabien Onteniente